# Coniopteryx atlantica
Coniopteryx atlantica là một loài côn trùng trong họ Coniopterygidae thuộc bộ Neuroptera. Loài này được Ohm miêu tả năm 1963.